# Jesús Comín Sagüés
Jesús Comín Sagüés (Saragossa, 19 d'abril de 1889 - 4 de març de 1939) va ser un advocat i polític espanyol, que va ocupar càrrecs destacats en la Comunió Tradicionalista. Va ser el pare de Alfons Carles Comín i Ros i avi d'Antoni Comín i Oliveres.

## Biografia
Era net del polític carlista Bienvenido Comín Sarté, fill de Francisco J. Comín, degà de la Facultat de Dret de la Universitat de Saragossa, i nebot del polític jaumista Pascual Comín Moya. Militant tradicionalista des de la seva joventut, va participar des de la proclamació de la Segona República el 1931 en l'oposició carlista al nou règim republicà, establint contactes amb els monàrquics partidaris del deposat Alfons XIII. Va ser elegit diputat a Corts en representació de la província de Saragossa en les eleccions generals de 1933 i 1936 (en aquesta ocasió, amb 70.462 vots).
Com a cap del tradicionalisme en Aragó, va participar en les conspiracions contra la República, que van culminar amb el cop d'estat del 18 de juliol de 1936. Aquest dia, al costat d'un grup de carlistes armats, va ocupar la Caserna de Castillejos de Saragossa, resultant decisius perquè la ciutat i la seva guarnició s'adherissin a la revolta. Amb les armes dipositades a Saragossa es va armar també a les columnes de requetés de Navarra que van lluitar en el front del País Basc en els inicis de la Guerra Civil Espanyola. També va ser un dels impulsors del Terç de Requetès Virgen del Pilar, que va lluitar al Front d'Aragó contra les tropes republicanes, i d'altres terços de carlistes aragonesos.
Quan el 1937 el general Franco va unificar a tots els partits polítics del bàndol revoltat, Jesús Comín va acceptar aquesta unificació, passant a ser membre de FET y de les JONS. Encara que va ser ferit en la guerra, va morir en un accident d'automòbil cap al final de la contesa.
Van presidir el seu enterrament importants autoritats del bàndol franquista, entre ells, els generals Monasterio i Moscardó. Amb motiu del seu enterrament, els seus correligionaris publicaren un poema a El Noticiero de Zaragoza:
| « | Jesús Comín ha muerto, los Requetés lo llevan en un sencillo féretro que cubre una bandera. La Bandera Española, amarilla y bermeja, que un día de Navarra Jesús Comín trajera. | » |